# 以利亚敬
以利亚敬（希伯來語：‎，英语：Eliakim）是旧约圣经中的一个人物，记载见于列王纪下18章18、26、37节，19章2节；以赛亚书 22章20节，36章3、11、22节，37章2节。他是希勒家的儿子, 顶替舍伯那担任犹大王国希西家王的总管。
2019年，考古学家约瑟夫·加芬克尔称在拉吉( Lachish )出土的两个斗牛场中发现了希勒家之子以利亚敬的名字。